# أندريه دي كورفر
أندريه دي كورفر (بالهولندية: André de Korver) مواليد 20 يونيو 1915 في دوردريخت - الوفاة 25 فبراير 1990 في بريدا، كان دراج هولندي.

## روابط خارجية
- أندريه دي كورفر على موقع أرشيف الدراجات (الإنجليزية)
- أندريه دي كورفر على موقع إحصائيات الدراجات الإحترافية (الإنجليزية)